# Amatör Futbol Ligleri
Le Amatör Futbol Ligleri (turco per Leghe calcistiche amatoriali) sono il sesto livello del campionato turco di calcio, il campionato amatoriale di secondo livello dopo la Bölgesel Amatör Lig.
Le leghe, comprensive di diversi livelli, sono organizzate a livello provinciale dai locali comitati. 
A seconda del numero delle squadre presenti nella Bölgesel Amatör Lig, le squadre campioni di alcune province vengono promosse direttamente nella Bölgesel Amatör Lig, mentre led squadre campioni di alcune province partecipano ai play-off. Le ultime classificate retrocedono in 1. Amatör Lig.

## Suddivisione
Segue un elenco delle divisioni provinciali delle Amatör Futbol Ligleri.
| İstanbul Süper Amatör Ligi       | Giresun Süper Amatör Ligi    | Adıyaman 1. Amatör Ligi | Elazığ 1. Amatör Ligi        | Mardin 1. Amatör Ligi   |
| İzmir Süper Amatör Ligi          | Hatay Süper Amatör Ligi      | Ağrı 1. Amatör Ligi     | Erzincan 1. Amatör Ligi      | Muş 1. Amatör Ligi      |
| Ankara Süper Amatör Ligi         | Kayseri Süper Amatör Ligi    | Aksaray 1. Amatör Ligi  | Erzurum 1. Amatör Ligi       | Nevşehir 1. Amatör Ligi |
| Adana Süper Amatör Ligi          | Kırklareli Süper Amatör Ligi | Amasya 1. Amatör Ligi   | Gümüşhane 1. Amatör Ligi     | Niğde 1. Amatör Ligi    |
| Afyonkarahisar Süper Amatör Ligi | Kocaeli Süper Amatör Ligi    | Ardahan 1. Amatör Ligi  | Hakkâri 1. Amatör Ligi       | Ordu 1. Amatör Ligi     |
| Antalya Süper Amatör Ligi        | Konya Süper Amatör Ligi      | Artvin 1. Amatör Ligi   | Iğdır 1. Amatör Ligi         | Osmaniye 1. Amatör Ligi |
| Aydın Süper Amatör Ligi          | Kütahya Süper Amatör Ligi    | Bartın 1. Amatör Ligi   | Isparta 1. Amatör Ligi       | Siirt 1. Amatör Ligi    |
| Balıkesir Süper Amatör Ligi      | Manisa Süper Amatör Ligi     | Batman 1. Amatör Ligi   | Kahramanmaraş 1. Amatör Ligi | Sinop 1. Amatör Ligi    |
| Bursa Süper Amatör Ligi          | Mersin Süper Amatör Ligi     | Bayburt 1. Amatör Ligi  | Karabük 1. Amatör Ligi       | Sivas 1. Amatör Ligi    |
| Çanakkale Süper Amatör Ligi      | Muğla Süper Amatör Ligi      | Bilecik 1. Amatör Ligi  | Karaman 1. Amatör Ligi       | Şırnak 1. Amatör Ligi   |
| Denizli Süper Amatör Ligi        | Rize Süper Amatör Ligi       | Bingöl 1. Amatör Ligi   | Kars 1. Amatör Ligi          | Tokat 1. Amatör Ligi    |
| Diyarbakır Süper Amatör Ligi     | Sakarya Süper Amatör Ligi    | Bitlis 1. Amatör Ligi   | Kastamonu 1. Amatör Ligi     | Trabzon 1. Amatör Ligi  |
| Düzce Süper Amatör Ligi          | Samsun Süper Amatör Ligi     | Bolu 1. Amatör Ligi     | Kırıkkale 1. Amatör Ligi     | Tunceli 1. Amatör Ligi  |
| Edirne Süper Amatör Ligi         | Şanlıurfa Süper Amatör Ligi  | Burdur 1. Amatör Ligi   | Kırşehir 1. Amatör Ligi      | Uşak 1. Amatör Ligi     |
| Eskişehir Süper Amatör Ligi      | Tekirdağ Süper Amatör Ligi   | Çankırı 1. Amatör Ligi  | Kilis 1. Amatör Ligi         | Van 1. Amatör Ligi      |
| Gaziantep Süper Amatör Ligi      | Yalova Süper Amatör Ligi     | Çorum 1. Amatör Ligi    | Malatya 1. Amatör Ligi       | Yozgat 1. Amatör Ligi   |
| Zonguldak Süper Amatör Ligi      |                              |                         |                              |                         |